# Ixora martinsii
Ixora martinsii är en måreväxtart som beskrevs av Paul Carpenter Standley. Ixora martinsii ingår i släktet Ixora och familjen måreväxter. Inga underarter finns listade i Catalogue of Life.